# Château d'Ardenay (Sarthe)
Pour les articles homonymes, voir Château d'Ardenay.
Le château d'Ardenay est un édifice situé sur le territoire de la commune d'Ardenay-sur-Mérize, en France.

## Localisation
Le monument est situé dans le département français de la Sarthe, à 700 m au sud-est du bourg d'Ardenay-sur-Mérize.

## Architecture
Les façades et les toitures, les douves, ainsi que les pièces suivantes avec leur décor : le grand et le petit salons, la salle à manger (avec son poêle) et la chapelle sont inscrits au titre des monuments historiques depuis le 29 décembre 1982.